# Адам Вроньський
Адам Вроньський (пол. Adam Wroński; 1850 або 1851, Краків — 17 грудня 1915, Криниця) — польський скрипаль, композитор, диригент та педагог.
Навчався у Школі співу та музики Технічного інституту в Кракові під керівництвом І. Вуйцікевича, П. Студзіньського та Ю. Бляшке. Згодом доповнив свої знання у Віденській консерваторії. Перших успіхів досяг під час військової служби — спочатку скрипалем в оркестрі 70-го піхотного полку у Відні, а згодом — керівником військового оркестру 40-го піхотного полку в Кракові, яким керував також після армії. Завдяки зусиллям Владислава Желенського йому вдалося створити новий симфонічний оркестр, з яким він виступав у Старому театрі в Кракові, супроводжуючи вистави та розважаючи публіку в концерті. У 1875 році він організував власний спа-оркестр у Криниці, який швидко став однією з головних визначних пам'яток купального сезону, розважаючи пацієнтів з шостої ранку до вечірньої години різноманітною музичною програмою. З 1895 року він почав популяризувати польську музику в менших центрах Східної Галичини (включаючи Самбор, Коломию), а в 1897 році став диригентом театрального оркестру у Львові. Незважаючи на часті переїзди, він проводив кожен літній сезон у своїй улюбленій Криниці, де і помер у 1915 році.
За час своєї музичної кар'єри обіймав численні керівні посади, в тому числі директора Музичного товариства в Коломиї та Самборі, а також оркестру та музичної школи Товариства друзів музики «Гармонія» у Кракові. Як скрипаль він виступав у камерних ансамблях з такими музикантами, як Ян Островський, Юзеф Адамовський та Марцеліна Чарторийська.
Його композиції явно натхнені віденською музикою, тому його іноді називали «польським Штраусом» (поруч із Леопольдом Левандовським та Фабіаном Тимольським).

Був дуже плідним композитором, створив понад 250 композицій, переважно фортепіанних танцювальних творів (вальси, мазури, полонези, галопи та кадрилі), але він також писав фантазії, увертюри, марші, сольні та хорові пісні і навіть водевіль.